# Ficinia minutiflora
Ficinia minutiflora är en halvgräsart som beskrevs av Charles Baron Clarke. Ficinia minutiflora ingår i släktet Ficinia och familjen halvgräs. Inga underarter finns listade i Catalogue of Life.